# Coventry
|  | Per a altres significats, vegeu «Coventry (desambiguació)». |

Coventry és una ciutat del centre de Gran Bretanya, situada a 153 km al nord-oest de Londres i a 30 km a l'est de Birmingham, amb una població de 306.600 habitants l'any 2006. Destaca pel fet de ser la primera ciutat a proposar un agermanament amb una altra població.

## Història recent
Coventry va ser una de les ciutats que van haver de ser "sacrificades" pels anglesos durant la Segona Guerra Mundial, ja que just abans de ser bombardejada s'havia aconseguit desxifrar el codi enigma dels nazis i s'havia interceptat una comunicació de l'eix on s'informava del bombardeig de la ciutat. Llavors Churchill va haver de prendre la decisió d'evacuar o no Coventry. Si s'hagués evacuat la ciutat els nazis haurien sospitat que s'havia desxifrat el codi enigma, i així es comprometria aquest important avantatge en temps de guerra.
Finalment, Coventry va ser bombardejada massivament pels avions de la Luftwaffe, (prop de 500 bombarders), el 14 de novembre de 1940. La ciutat va ser gairebé totalment destruïda. El ministre nazi de Propaganda, Goebbels, va arribar a proposar un nou terme, "coventritzar", per a referir-se a aquests bombardejos massius. Només alguns nens van ser evacuats, sota el pretext de sortida de vacances. També hi va haver bombardejos a Liverpool, Plymouth, Bristol i Southampton.
La catedral de Coventry ha estat deixada tal com va quedar després del bombardeig: només en resten uns pilars i part de les muralles. Al costat de les restes de l'antiga catedral s'ha edificat una nova catedral, a la inauguració de la qual, que va tenir lloc el 1962, i com a símbol de reconciliació, hi va assistir el canceller alemany. En aquesta nova catedral se celebren moltes de les cerimònies religioses. Pel seu valor de símbol, en les proximitats de la Catedral es van plantar una sèrie d'oms, iniciativa que va patrocinar l'artista Yoko Ono.

## Fills il·lustres
- Joseph Vernon (1738-1782) actor i cantant.
- Edward Copson (1901-1980) matemàtic.
- Lee Child (1954) escriptor de novel·la detectivesca.